# Too Little Too Late
Too Little Too Late – pierwszy studyjny album zespołu The Dead Pets wydany własnym sumptem w 2001 roku (Village Idiot Record). Reedycja w 2005, wydawca 10 past 10 Records.

## Lista utworów
1. Follow Us In
2. W.M.C. [Working Mens Club]
3. Bad Attitude
4. Cloning Sheltered Religious Ignorant Doorknockers
5. Council Concrete
6. King Alfred
7. Tokyo Crush
8. Uncle Festa
9. Boomtown Glory
10. Plodding Along
11. 2000 A.D.
12. Seen But Not Heard
13. Keep Trying